# Patinatge de velocitat als Jocs Olímpics d'hivern de 1960 - 1.500 metres femenins
Als Jocs Olímpics d'Hivern de 1960 celebrats a la ciutat de Squaw Valley (Estats Units) es disputà una prova de patinatge de velocitat sobre gel sobre una distància de 1.500 metres en categoria femenina. Aquesta fou la primera vegada que aquesta prova formà part del programa olímpic. La competició se celebrà el dia 21 de febrer de 1960 a les instal·lacions de Squaw Valley.

## Comitès participants
Participaren 23 patinadores de velocitat de 10 comitès nacionals diferents.
| - Alemanya (3) - Canadà (2) - Corea del Sud (2) - Estats Units (3) - Finlàndia (2) |  | - França (1) - Japó (3) - Polònia (2) - Suècia (2) - Unió Soviètica (3) |

## Resum de medalles
| Or                | Argent             | Bronze           |
| Lidiya Skoblikova | Elwira Seroczyńska | Helena Pilejczyk |

## Rècords
Rècords establerts anteriorment als Jocs Olímpics d'hivern de 1960.
| Rècord del món | 2:25.5 m | Khalida Shchegoleeva | Medeo (URSS) | 30 de gener de 1953 |
| Rècord olímpic |          | -                    |              |                     |

## Resultats
La soviètica Klara Guseva establí el primer rècord olímpic amb un temps de 2:28.7 minutes. Posteriorment la polonesa Elwira Seroczyńska el millorar amb el temps de 2:25.7 minutes, i finalment la soviètica Lidiya Skoblikova establí un nou rècord del món amb un temps de 2:25.2 minuts.
| Posició | Patinador           | Temps       |
| ------- | ------------------- | ----------- |
| 1       | Lidiya Skoblikova   | 2:25.2 (RM) |
| 2       | Elwira Seroczyńska  | 2:25.7      |
| 3       | Helena Pilejczyk    | 2:27.1      |
| 4       | Klara Guseva        | 2:28.7      |
| 5       | Valentina Stenina   | 2:29.2      |
| 6       | Iris Sihvonen       | 2:29.7      |
| 7       | Christina Scherling | 2:31.5      |
| 8       | Helga Haase         | 2:31.7      |
| 9       | Elsa Einarsson      | 2:32.9      |
| 10      | Fumie Hama          | 2:33.3      |
| 11      | Jeanne Ashworth     | 2:33.7      |
| 12      | Yoshiko Takano      | 2:34.0      |
| 13      | Doreen Ryan         | 2:34.5      |
| 14      | Eevi Huttunen       | 2:35.1      |
| 15      | Jeanne Omelenchuk   | 2:36.4      |
| 16      | Inge Görmer         | 2:36.5      |
| 17      | Françoise Lucas     | 2:36.6      |
| 18      | Barb Lockhart       | 2:37.0      |
| 19      | Hatsue Takamizawa   | 2:43.7      |
| 20      | Margaret Robb       | 2:48.6      |
| 21      | Kim Gyeong-Hoe      | 2:48.6      |
| 22      | Gisela Toews        | 2:51.1      |
| 23      | Han Hye-Ja          | 2:55.6      |

RM: rècord del món